# 단양대교
단양대교(丹陽大橋)는 충청북도 단양군 단성면에서 단양군 적성면을 잇는 총연장 440m의 남한강의 다리이다. 중앙고속도로를 구성하는 고속도로 교량으로, 단양 나들목과 북단양 나들목 사이에 위치하고 있다. 교량 높이는 100m로 중앙고속도로 최고 높이 교량이다. 

## 개요

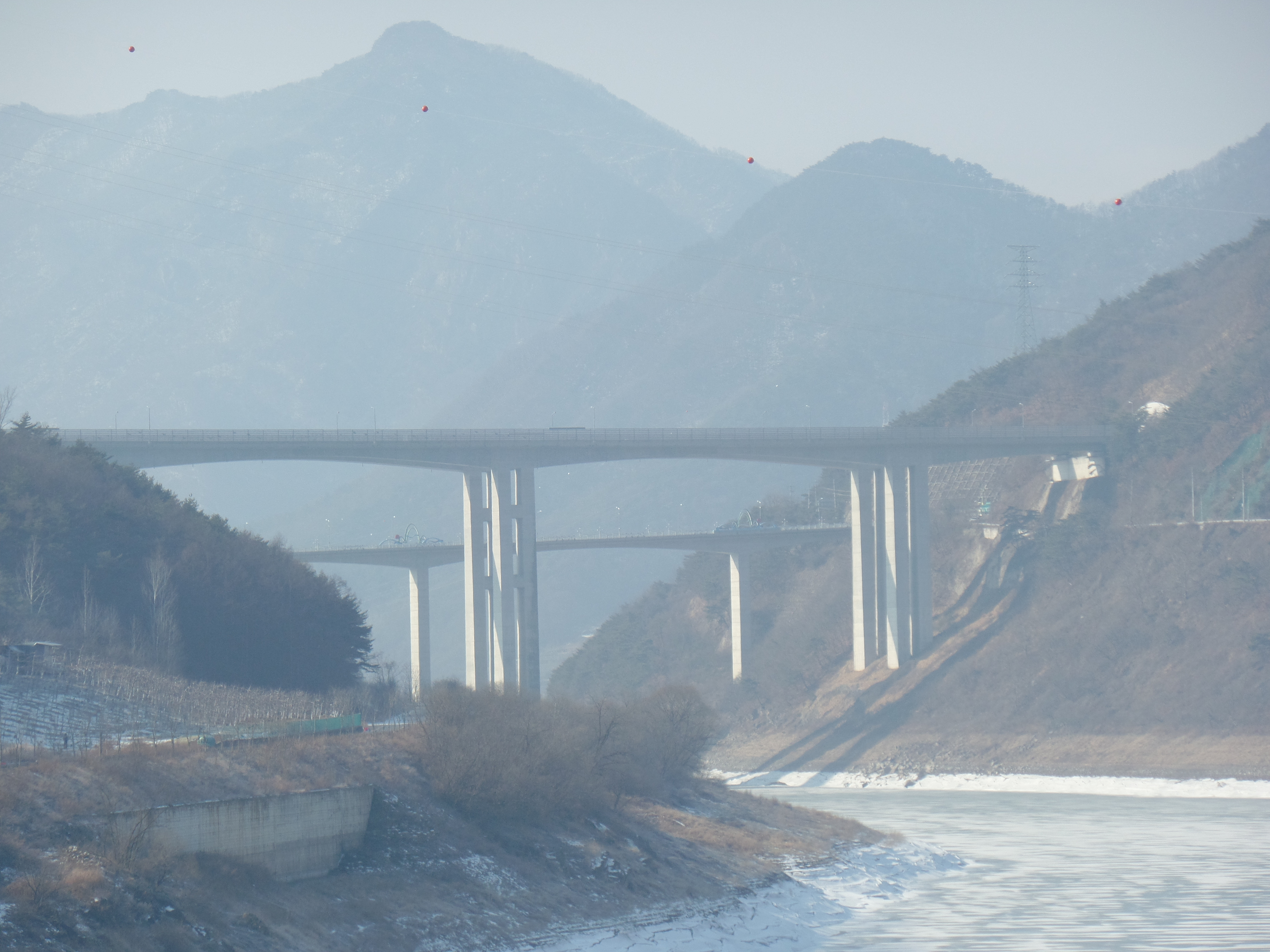
단양대교(단양대교 뒤의 다리는 적성대교)

죽령터널과 함께 중앙고속도로를 대표한다 할 수 있는 구조물로 대한민국에서는 최초로 초고교각 타설공법인 SCF(Self Climbing Form)공법을 적용하여 시공된 교량으로 인근이 충주호 유람선이 운행하는 지점이라는 것을 감안하여 장대교량의 단조로움을 없애기 위해 Twin-Column 처리를 하여 미관향상에 주안점을 둔 교량이다. 이 단양대교의 개통 이후 단양군 인근의 교통소통은 물론, 인근 월악산, 소백산 등의 관광자원의 개발에도 영향을 주게 되었다.

## 교량 특성
- 교량이 횡단하는 곳이 상수원 보호구역인 충주호에 해당하는 구간으로 공사 당시 상당한 제약사항을 안고 시공된 교량이다. 특히 2, 3번 교각의 경우 충주호의 수면 내에 교량기초가 위치하게 되어 호수의 수위 변동에 따라 공사가 중단될 수도 있었기 때문에 이에 대한 대책으로 차수식 우물통을 설치 후 현장타설말뚝 및 교각을 시공하였다.
- 교각의 높이는 가장 높은 곳이 31.0m로, 중공벽식 2주 교각으로 변단면 처리되어 있으며, 이동식 거푸집 공법인 Climbing Form으로 설계하였었으나 공사기간의 단축 및 안전성 확보를 위한 Self Climbing Form으로 변경하여 시공하였다.
- 상수원 보호구역에 위치한만큼 환경문제를 최소화하기 위하여 동바리가 필요없는 이동식작업차를 사용하여 순차적으로 캔틸레버부 상부구조를 시공한 후 경간 중앙에서 캔틸레버의 거더를 서로 연결시키는 FCM공법을 사용하여 장경간 교량으로 시공하였다.